# Sandra Echeverría
Sandra Echeverría Gamboa (Ciudad de México, 11 de diciembre de 1984) es una actriz y cantante mexicana.

## Biografía y carrera
Sandra Echeverría Gamboa nació el 11 de diciembre de 1984 en Ciudad de México, siendo hija de Eduardo Echeverría Aguirre y Ana María Gamboa Aguilar.
Desde muy joven formó parte de un grupo musical llamado Perfiles, que luego cambió de nombre a Crush; con este grupo grabó dos discos y realizó más de 200 conciertos, algunas de las canciones fueron: "Puede ser", "Eres tú" y "Si tú te vas".[cita requerida]
En el 2002 debutó como actriz en TV Azteca, en la telenovela Súbete a mi moto, donde compartió créditos con Vanessa Acosta, Mark Tacher, Michel Brown, Jorge Luis Pila y Bárbara Mori.
En 2004 protagonizó la telenovela Soñarás junto con Yahir, a finales de esta se vuelve antagonista.
En 2006 protagonizó la telenovela Marina, una producción de Telemundo, que realizó junto a Mauricio Ochmann y posteriormente con Manolo Cardona.
El 14 de febrero de 2009 realizó un concierto para 10 000 personas en Haití.
Para 2010 Sandra Echeverría trabajó en la versión de la telenovela original brasileña El Clon junto a Mauricio Ochmann, en una producción de Telemundo, Red Globo y R.T.I. (Colombia).
En septiembre de 2010 participó en la película animada Héroes verdaderos, en donde interpretó la voz para el personaje "Tonatzin", junto a Kalimba, Mario Filio, Víctor Trujillo y Jacqueline Andere.
Sandra Echeverría participó en la película El Cartel de los Sapos, la cual fue producida por la empresa 11:11 Films, propiedad del actor colombiano Manolo Cardona, la película tiene guion de Juan Camilo Ferrand y Andrés López López, los mismos que escribieron la primera temporada de la serie de televisión.
En el 2011 protagonizó junto a David Zepeda la telenovela La fuerza del destino producida por Rosy Ocampo para Televisa. Ese mismo año lanzó su primer trabajo discográfico como solista titulado "Sandra Echeverría", una producción de Cheche Alara, en el cual compuso ocho de los trece temas del disco. 
Igualmente en el mismo año filma la película Savages, dirigida por Oliver Stone y en la que comparte créditos con Taylor Kitsch, Aaron Taylor-Johnson, Blake Lively, Salma Hayek, John Travolta y  Benicio del Toro, entre otros.
En 2012 la cadena de televisión hispana Telemundo le ofrece estelarizar la telenovela Relaciones peligrosas compartiendo créditos con Gonzalo García Vivanco, Ana Layevska y Gabriel Coronel.
En 2013, Echeverría participa en la serie estadounidense The Bridge.
Entre 2016 y 2017 participa en episodios de la serie estadounidense Criminal Minds de la cadena CBS.
En 2017 formó parte de la serie La querida del Centauro de Teleset y Sony Pictures Television para Telemundo.
En 2019 protagoniza La usurpadora en doble papel como las gemelas Paola y Paulina y La bandida con el personaje de Graciela Olmos "La Bandida", basado libremente en la persona real.

## Vida personal
En febrero de 2014, se comprometió con Leonardo de Lozanne, con quien se casó el 29 de octubre del mismo año en una playa de Los Ángeles.
El 18 de septiembre de 2015, nació su primer hijo.
En noviembre del 2022, se anunció su separación de Leonardo de Lozanne.
En agosto del 2023 da por definitiva su separación del cantante.

## Filmografía

### Televisión
| Año       | Título                  | Personaje                                                                               |
| --------- | ----------------------- | --------------------------------------------------------------------------------------- |
| 2002-2003 | Súbete a mi moto        | Mariana Toledo                                                                          |
| 2004      | Soñarás                 | Estefanía Antonelli                                                                     |
| 2006-2007 | Marina                  | Marina Hernández / Marina Hernández de Alarcón / Marina Alarcón Hernández de Santibáñez |
| 2010      | El cartel de los sapos  | Eliana                                                                                  |
| 2010      | El clon                 | Jade Mebárak de Hashim                                                                  |
| 2011      | La fuerza del destino   | Lucía Lomelí Curiel                                                                     |
| 2011      | Generator Rex           | Beatriz                                                                                 |
| 2011      | Esperanza del corazón   | Ella misma / episodio «Britni da a luz»                                                 |
| 2012      | Relaciones peligrosas   | Miranda Beatriz Ávila Cruz                                                              |
| 2013-2014 | The Bridge              | Sara Vega                                                                               |
| 2016-2017 | Criminal Minds          | Paola                                                                                   |
| 2017      | La querida del Centauro | Ana Velazco                                                                             |
| 2019      | La bandida              | Graciela Olmos                                                                          |
| 2019      | La usurpadora           | Paulina Doria Duque / Paola Miranda Rivas de Bernal                                     |
| 2021      | ¿Quién es la máscara?   | «Androide»                                                                              |
| 2022      | María Félix: La Doña    | María Félix                                                                             |
| 2023-2024 | El niñero               | Jimena                                                                                  |
| 2024      | Casados con hijos       | Angie                                                                                   |
| 2024      | Ahora que no estás      | Débora García                                                                           |

### Cine
| Año  | Título                             | Personaje                |
| ---- | ---------------------------------- | ------------------------ |
| 2006 | The Oakley Seven                   | Ana María                |
| 2007 | Crazy                              | Sultry Brunette          |
| 2008 | Double Dagger                      | Carmen                   |
| 2008 | Free Style                         | Álex                     |
| 2009 | Condones.com                       | Gabriela                 |
| 2010 | 2033                               | Lucía                    |
| 2010 | De día y de noche                  | Aurora                   |
| 2011 | El cartel de los sapos             | Eliana                   |
| 2012 | Savages                            | Magda                    |
| 2012 | Casa de mi padre                   | Esposa de Miguel Ernesto |
| 2014 | Volando bajo                       | Sara Medrano             |
| 2014 | Cambio de ruta                     | Nicté                    |
| 2014 | ¿Por qué los hombres son infieles? | Sarah                    |
| 2014 | Amor de mis amores                 | Lucía                    |
| 2016 | Busco novio para mi mujer          | Dana                     |
| 2018 | Más sabe el diablo por viejo       | Daphne                   |
| 2020 | Loco por ti                        | Jess                     |
| 2025 | Contigo en el futuro               | Elena                    |

### Videos musicales
| Año  | Título                | Personaje             | Notas                                                       |
| ---- | --------------------- | --------------------- | ----------------------------------------------------------- |
| 2009 | Recuérdame            |                       | Videoclip musical de La Quinta Estación y Marc Anthony      |
| 2011 | La fuerza del destino |                       | Videoclip musical de la telenovela La fuerza del destino    |
| 2014 | El perdedor           | Chica que lo abandonó | Videoclip musical de Enrique Iglesias y Marco Antonio Solís |

## Premios y nominaciones
Premios TVyNovelas México
| Año  | Categoría                             | Trabajo               | Resultado |
| ---- | ------------------------------------- | --------------------- | --------- |
| 2020 | Mejor actriz protagónica              | La usurpadora         | Ganadora  |
| 2020 | Mejor actriz antagónica               | La usurpadora         | Ganadora  |
| 2012 | Mejor actriz protagónica              | La fuerza del destino | Ganadora  |
| 2012 | Mejor tema musical (con Marc Anthony) | La fuerza del destino | Nominada  |

Premios TVyNovelas Colombia
| Año  | Categoría                | Trabajo | Resultado |
| ---- | ------------------------ | ------- | --------- |
| 2011 | Mejor actriz protagónica | El clon | Nominada  |

Premios People en Español
| Año  | Categoría                           | Trabajo               | Resultado |
| ---- | ----------------------------------- | --------------------- | --------- |
| 2010 | Mejor revelación del año            | El clon               | Nominada  |
| 2010 | Mejor pareja (con Mauricio Ochmann) | El clon               | Nominada  |
| 2011 | Mejor actriz                        | La fuerza del destino | Nominada  |
| 2011 | Mejor pareja (con David Zepeda)     | La fuerza del destino | Nominada  |
| 2012 | Mejor actriz                        | Relaciones peligrosas | Nominada  |
| 2012 | Mejor pareja (con Gabriel Coronel)  | Relaciones peligrosas | Nominada  |

Premios Juventud
| Año  | Categoría                              | Trabajo               | Resultado |
| ---- | -------------------------------------- | --------------------- | --------- |
| 2012 | Chica que me quita el sueño            | La fuerza del destino | Nominada  |
| 2012 | Mejor tema novelero (con Marc Anthony) | La fuerza del destino | Nominada  |